# Palmera (raza bovina)
La palmera o morucha es una raza vacuna española autóctona de Canarias.

## Morfología
Se encuentra únicamente en la isla de La Palma. De unos 800-500 kilos de peso, posee un pelaje rubio y está especialmente adaptada a pastar en la montaña y a las condiciones húmedas características del medio palmero donde habita. Se utiliza para consumir su carne, y los deportes tradicionales de exhibición. Por su escaso número, se encuentra protegida.

## Historia de la raza
Según el SERGA deriva de otra raza autóctona española, la rubia gallega.